# Michał Kwieciński
Michał Kwieciński est un producteur et réalisateur polonais, né le 1er mai 1951 à Varsovie.

## Filmographie

### Réalisateur
- 1999 : Palce lizać
- 2003 : Biała sukienka
- 2006 : Statyści
- 2007 : Jutro idziemy do kina
- 2022 : Filip

### Producteur
- 1996 : Andrzej Wajda. Moje notatki z historii
- 1997 : Klan (série télévisée)
- 1999 : Rodzina zastępcza (série télévisée)
- 2000 : Mała Vilma
- 2002 : Zemsta
- 2004 : Jan Nowak Jeziorański. Kurier z Warszawy. 60 lat później 1944–2004
- 2004 : Stacyjka
- 2004 : Oficer (Série TV)
- 2005 : Solidarność, Solidarność...
- 2005 : Magda M.
- 2005 : Oda do radości
- 2006 : Statyści
- 2007 : Twarzą w twarz (série télévisée)
- 2007 : Krzyż
- 2007 : Katyń
- 2008 : Teraz albo nigdy!
- 2008 : Trzeci oficer
- 2009 : Drzazgi
- 2009 : Tatarak
- 2010 : Wenecja
- 2010 : Skrzydlate świnie
- 2010 : Joanna
- 2012 : Bez wstydu
- 2013 : L'Homme du peuple
- 2014 : Miasto 44

## Récompense
- 2008 : Aigle du meilleur film pour Katyń d'Andrzej Wajda

## Décors
- Croix de Chevalier dans l'Ordre Polonia Restituta